# Chassenon
Chassenon é uma comuna francesa na região administrativa da Nova Aquitânia, no departamento de Charente. Estende-se por uma área de 23,48 km². Em 2010 a comuna tinha 887 habitantes (densidade: 37,8 hab./km²).